# Московское радио

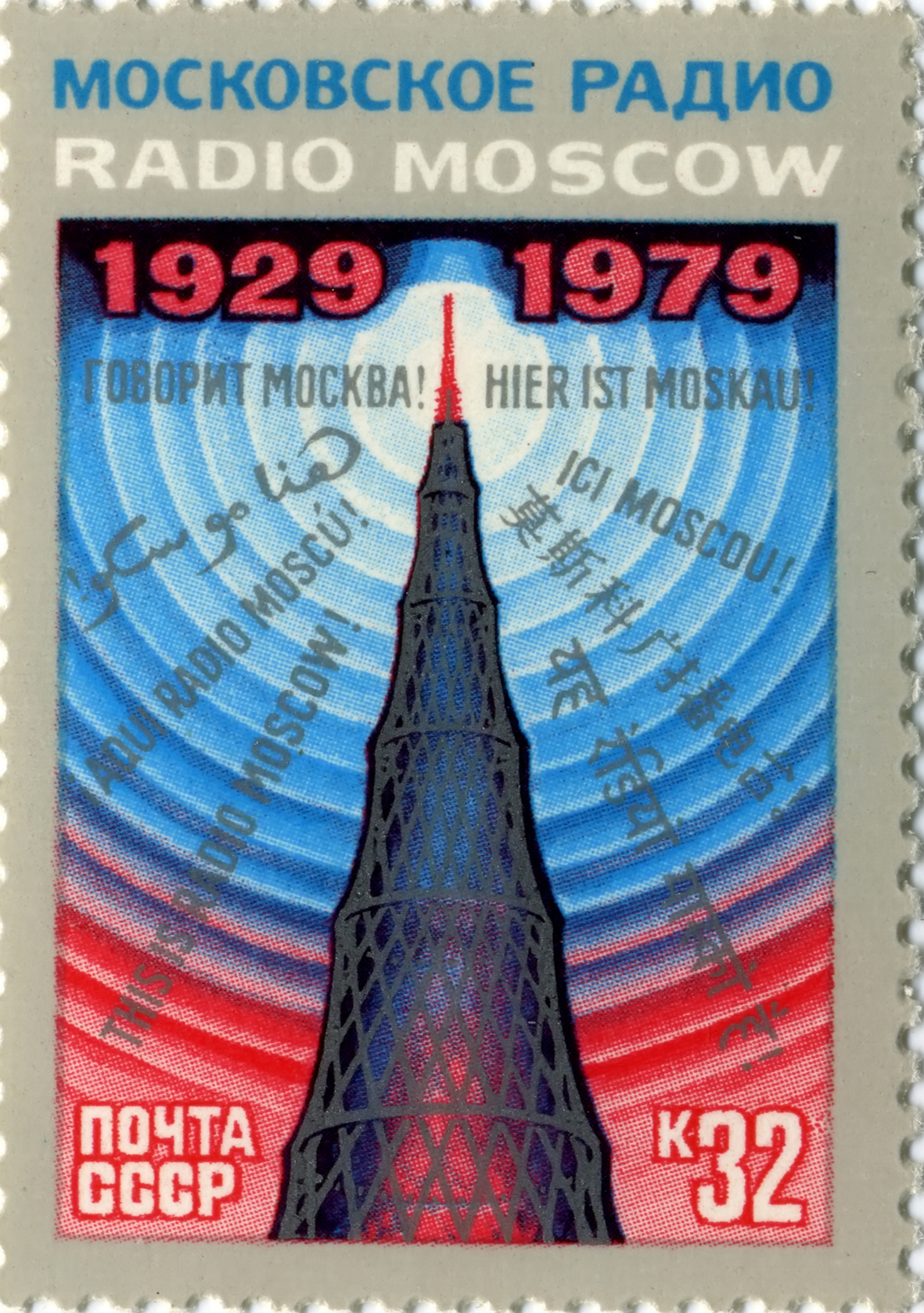
Марка 1979 года

Московское радио, также известное как Радио Москва, Радио Москвы, Всемирная служба Московского радио или Иновещание «Московского радио», англ. Radio Moscow World Service — советская международная радиостанция, вещавшая с 1929 по 1993 год более чем на 70 языках мира, предшественница радиостанций Голос России (образована в 1993 году) и Sputnik. Передатчики радиостанции располагались в СССР, Восточной Европе и на Кубе.
Официальное вещание началось с 29 октября 1929 года. Благодаря этой радиостанции СССР считается первой страной, официально начавшей целенаправленное радиовещание на иностранных языках, опередив Имперскую службу Би-би-си на три года (19 декабря 1932 года).

## История

### Образование и довоенные годы
Экспериментальное радиовещание на коротких волнах в 1922 году осуществлялось в Великобритании и СССР. В Советском Союзе для этого использовался передатчик РВ-1 в Московской области с 1922 года и вещательный центр в Ленинграде с 1925 года. Официально 29 октября 1929 года в эфир Сектора передач для иностранных рабочих в СССР при радиостанции ВЦСПС вышла первая передача на немецком языке. Это считается точкой отсчёта в истории Московского радио. 7 ноября началось вещание на французском, а в конце года и на английском.
Передачи выходили два или три раза в неделю с общей продолжительность не больше трёх часов. С 1930 года вещание стало ежедневным на иностранных языках. К 1933 году радиостанция вещала на восьми языках мира, а к 1939 году этот показатель достиг 13 языков. Среди языков вещания были английский, немецкий, французский, итальянский, испанский, индонезийский и арабский, радио вещало на средних и коротких волнах. У микрофона выступали представители всех левых партий (но чаще именно коммунистических партий) Европы и лидеры Коминтерна. В эфире сообщалось о достижениях пятилеток, социалистических преобразованиях в СССР, тезисах внешней политики Советского Союза и критике фашизма и нацизма.

### Вторая мировая война
Во время советско-финской войны Московское радио начало работу по глушению финских радиостанций: в 1939 году эфир был прерван финской службой, диктор которой призывал свергать капиталистическое правительство Финляндии. Об этом стало известно во время празднования 80-летия финского радио, когда русская служба обнародовала некоторые уникальные материалы.
Московское радио вещало в течение всей Великой Отечественной войны и Советско-японской войны благодаря сверхмощным передатчикам: к концу 1941 года выходило на 21 языке вещания, а вскоре этот показатель достиг 25 иностранных языков. Московское радио предоставляло информационную поддержку странам Антигитлеровской коалиции и Движению Сопротивления, сообщая о положении на фронте, а также о деятельности Сопротивления в других странах. В 1941—1945 годах выходили передачи на турецком, греческом, персидском, норвежском и других языках: в зону вещания попали не только вся Европа, но и Индия, Ближний Восток, Китай, Япония и запад США. Материалы радио служили моральной поддержкой партизанам Словакии и Югославии.
Станцию глушили в Германии и Италии: в 1930-е годы распоряжение о заглушении русской радиостанции отдал лично Бенито Муссолини; также в Третьем рейхе шло глушение этой радиостанции, но при этом официальное иновещание Третьего рейха Weltrundfunksender толком не предприняло ответных мер в виде создания своей русской службы, а в 1943 году Московское радио нанесло ещё один информационный удар, выпустив в прямом эфире обращение пленного фельдмаршала Фридриха Паулюса, примкнувшего к комитету «Свободная Германия». К концу войны вещание шло на 29 языках со среднесуточным объёмом в 60 часов.

### 1950-е — 1970-е годы
В 1947 году СССР начал организовывать глушение «вражеских голосов», вещавших на русском языке и языках народов СССР в странах Западной Европы. Под запрет попали Голос Америки, Радио «Свобода», Deutsche Welle и многие другие, вещавшие и на языках Восточной Европы. Параллельно он стал укреплять иновещание Московского радио, и к началу 1980-х годов иновещание достигло 75 языков — у Голоса Америки к 1985 году было 42 языка, а BBC World Service не превысила 38 языков. Особенно богатым было вещание Московского радио в Индии: помимо английского и хинди, передачи выходили и на некоторых других языках Индии. Особое внимание уделялось программам для стран Африки, Азии и Латинской Америки: для помощи государствам этих частей света, где были сильны позиции коммунистов и социалистов, Московское радио начало вещание на коренных языках Азии, Африки и Латинской Америки.
Вещание в США расширилось в 1950-е годы благодаря передатчикам из Москвы, позднее передатчики из Владивостока и Магадана позволили распространить вещание на северо-запад США и Канаду. С 1950-х годов вещание на английском и французском осуществлялось на Африку, а с 1961 года — на суахили, амхарском и хауса. Вскоре африканские радиослушатели услышали ещё восемь языков в эфире Московского радио. С августа 1963 года выходили регулярные выпуски новостей: в годы Холодной войны большая часть новостей была связана с отношениями СССР и США. В 1970-е годы стал выходить радиожурнал «News and Views», в эфире которого выступали Виктор Глазунов, Леонид Рассадин, Юрий Шалыгин, Александр Кушнир, Юрий Солтон и Владислав Чернуха. Журнал стал крупнейшей информационно-аналитической программой в эфире радиостанции.
В эфире выходили программы о советской науке и технике, новости культуры, беседы о важнейших событиях внутри СССР и за рубежом; выходили передачи для студентов и молодёжи, а также для всех, кто изучал русский язык. Также ведущие рассказывали об основах внешней политики СССР, углублении разрядки международной напряжённости и действиях СССР по сотрудничеству с США и западными странами. Во время работы XXV съезда КПСС из Кремлёвского Дворца съездов в прямом эфире шли передачи об открытии и заключительном заседании форума КПСС на английском и французском языках, также шёл синхронный перевод доклада Генерального секретаря ЦК КПСС Л. И. Брежнева на съезде партии. Глушение Московского радио на Западе почти не осуществлялось: редкими примерами были глушения передач на испанском (во время правления Франсиско Франко) и на китайском (маоистский Китай). Однако парадоксом было то, что вещание Московского радио на русском не велось до 1988 года, поскольку занималось пропагандой, а вещание на русском для эмигрантов осуществляла радиостанция «Родина» с часовой передачей в день.

### 1970-е — 1980-е годы
С конца 1970-х годов англоязычная служба стала известна как Всемирная служба Московского радио (англ. Radio Moscow World Service). Она вещала круглосуточно, позднее её примеру начали следовать Североамериканская, Африканская и Британско-ирландская службы, также вещавшие на английском (несколько часов в день). В 1980 году на средних волнах на частотах AM 600 кГц и AM 1040 кГц вещание на Карибские острова и штат Флорида, США (в ночное время сигнал доходил до самых северных штатов) началось из Гаваны, Куба. Отличие западных радиожурналистов Московского радио от своих советских коллег было в том, что те зачастую привлекали к работе местных специалистов, чтобы понятно передать аудитории информацию и идеи, тем самым изменив методику подготовки радиопрограмм и стилистику языка.
Мощность средневолновой и коротковолновой сети Московского радио была несомненно большой: в 1980-е годы его программы можно было поймать сразу на 40 частотах, однако время вещания постоянно менялось. В то время популярность среди слушателей обрели программы «TASS Top 20», «Listeners’ Request Club» (с англ. — «Клуб по заявкам слушателей») Василия Стрельникова и «Moscow Mailbag» (с англ. — «Московский почтовый ящик») Джо Адамова, который отвечал в эфире на вопросы слушателей об СССР и отличался отличным владением английским и чувством юмора. Тем не менее, в Москве очень редко проводили прямые эфир и вели всё в записи, стараясь следовать официальной трактовке событий. Из-за запоздалой реакции ТАСС происходила потеря информационной оперативности и сужалась аудитория. В эфир приходили письма от слушателей из разных стран мира. Каждый час эфира завершался мелодией песни «Подмосковные вечера» в исполнении оркестра русских народных инструментов Всесоюзного радиокомитета и эстрадно-симфонического оркестра под управлением Эдуарда Ситтеля, затем в начале следующего часа первые такты боя кремлёвских курантов и голос диктора «(This is) Radio Moscow World Service. The news. Tossed the headlines».
В Москве для иностранных туристов передавались 3 интерпрограммы:
- I Интерпрограмма (на английском языке, круглосуточно)
- II Интерпрограмма
  - 08.00-11.00 — на французском языке
  - 11.00-16.00 — на английском языке
  - 16.00-08.00 следующего дня — на французском языке
- III Интерпрограмма
  - 06.00-07.00 — на китайском языке
  - 07.00-08.00 — на арабском языке
  - 09.00-10.00 — на испанском языке
  - 10.00-13.00 — на английском языке
  - 13.00-14.00 — на немецком языке
  - 14.00-14.30 — на урду
  - 14.30-15.00 — на хинди
  - 15.00-16.00 — на японском языке
  - 16.00-16.30 — на пушту
  - 16.30-17.00 — на дари
  - 17.00-18.00 — на японском языке
  - 18.00-19.00 — на английском языке
  - 19.00-20.00 — на немецком языке
  - 20.00-21.00 — на арабском языке
  - 21.00-22.00 — на итальянском языке
  - 22.00-23.00 — на испанском языке
  - 23.00-00.30 — на немецком языке[9]

### 1990—1993
В 1990 году главная дирекция радиовещания на зарубежные страны и тематические главные редакции радиовещания на зарубежные страны были упразднены, вместо них в рамках Гостелерадио СССР было создано Информационное творческо-производственное объединение «Астра» (ИТПО «Астра»), которому было передано ведение передач на зарубежные страны, в феврале 1991 года оно вошло в созданную вместо Гостелерадио СССР «Всесоюзную государственную телерадиокомпанию». После ликвидации «Всесоюзной государственной телерадиокомпании» 27 декабря 1991 года ИТПО «Астра» было ликвидировано, в рамках созданной на основе «Всесоюзной государственной телерадиокомпании» Российской государственной телерадиокомпании «Останкино» на базе ИТПО «Астра» было создано Творческо-производственное объединение «Международное московское радио» (ТПО «Международное московское радио»). В июне 1992 года руководство РГТРК «Останкино» начало обсуждать вопрос о полном сворачивании иновещания. Однако в 1992—1993 гг. Международное Московское радио стало соучредителем нескольких УКВ-радиостанций — Открытое радио, Радио Алеф, впоследствии переделанное в Радио Моя волна, Радиостанция Надежда и Радио Ностальжи. В 1993 году ТПО «Международное московское радио» было ликвидировано, а на его базе была создана Российская государственная радиокомпания «Голос России».

## Языки вещания
К 1931 году вещание осуществлялось на восьми языках: английском, французском, немецком, чешском, венгерском, итальянском, испанском и шведском.
К 1970-м годам насчитывались 64 языка вещания:
- Английский (Всемирная и региональные службы), французский (Европа и Африка), португальский и испанский (Европа и Латинская Америка), арабский (Северная Африка и Ближний Восток)
- 19 европейских языков: албанский, болгарский, каталонский, чешский, датский, нидерландский, финский, немецкий, греческий, венгерский, итальянский, македонский, норвежский, польский, румынский, сербохорватский, словацкий, словенский, шведский
- 11 африканских языков: амхарский, бамбара, фула, хауса, лингала, малагасийский, северный ндебеле, шона, сомалийский, суахили, зулу.
- 28 азиатских языков: ассамский, бенгальский, бирманский, камбоджийский, китайский, дари, гуджарати, хинди, индонезийский, японский, каннада, корейский, лаосский, малаялам, маратхи, монгольский, непальский, ория, фарси, панджаби, пушту, сингальский, тамильский, телугу, тайский, турецкий, урду, вьетнамский.
- Латинская Америка: кечуанские языки.

С 1989 года шло вещание на русском, малайзийском и тагальском. Пиком вещания считаются 77 языков в 160 странах мира, объём порой достигал 248 часов в сутки.

## Руководители
Заместители Председателя Гостелерадио СССР по Центральному радиовещанию на зарубежные страны:
- Александр Евстафьев (1974—1987)[14]
- Александр Плевако (1989—1991)[15]
- Армен Оганесян (1991—1993)[16]

Директоры Главной дирекции программ Центрального радиовещания на зарубежные страны:
- Валентин Двинин (1970—1972, 1977—1988)[17]
- Эдуард Сорокин

## Структура
- Главная дирекция программ
- Главная редакция информации
- Главная редакция внешнеполитической пропаганды
- Главная редакция радиовещания на социалистические страны
- Главная редакция радиовещания на страны Западной Европы
- Главная редакция радиовещания на США и Англию
- Главная редакция радиовещания на страны Латинской Америки
- Главная редакция радиовещания на страны Африки
- Главная редакция радиовещания на страны Ближнего и Среднего Востока
- Главная редакция радиовещания на страны Юго-Восточной Азии и Дальнего Востока
- Главная редакция радиовещания на Китай[18]
- Главная редакция всемирного радиовещания на английском языке (с 1978 года)[19]
- Главная редакция вещания на русском языке (с 1 января 1989 года)[19][20]
- Главная редакция «Мир и прогресс» с ноября 1964 по 1991 годы подготавливала передачи на арабском, китайском, английском, французском, немецком, монгольском, португальском и испанском, азербайджанский, креольские, гуаранийские, иврит и идиш[21]. В отличие от остальных тематических главных редакций Центрального радиовещания на зарубежные страны её учредителями являлись Советский комитет защиты мира, Советский комитет солидарности стран Азии и Африки, комитеты советских женщин и молодёжных организаций СССР, Союз обществ дружбы и культурных связей с зарубежными странами, Союзы журналистов и писателей СССР, Агентство печати «Новости», а также ряд других общественных объединений.

## Некоторые известные ведущие
- Луис Чекини, ведущий испанской службы с 1932 года[6]
- Георгий Димитров[6][7]
- Вильгельм Пик[7]
- Долорес Ибаррури[7]
- Пальмиро Тольятти[7]
- Ден Ин Чао, супруга премьер-министра КНР Чжоу Эньлая[6]
- Василий Стрельников
- Джо Адамов
- Морис Торез[7]
- Клемент Готвальд[7]
- Игорь Кашмадзе[7]
- Данчев, Владимир[22][23].

## Аналогичные редакции у других вещательных организаций
У 10 республиканских радиокомитетов были зарубежные службы вещания:
- Таллинское радио: эстонский, финский, шведский;
- Рижское радио: латышский, шведский;
- Вильнюсское радио: английский, литовский;
- Минское радио: белорусский, немецкий, польский (с 1988 года);
- Киевское радио: английский, немецкий, украинский;
- Тбилисское радио: абхазский, грузинский;
- Ереванское радио: арабский, армянский, английский, французский, курдский, испанский;
- Бакинское радио: арабский, азербайджанский, фарси, турецкий;
- Ташкентское радио: арабский, дари, английский, хинди, фарси, урду, узбекский;
- Душанбинское радио: дари, фарси, таджикский